# Le Dynamiteur
Le Dynamiteur (titre original : More New Arabian Nights: The Dynamiter) est un recueil de nouvelles écrites par Robert Louis Stevenson et sa femme Fanny Van de Grift-Stevenson publié en avril 1885.

## Historique
Le Dynamiteur, sous-titré Histoire d'un mensonge, est un recueil de nouvelles écrites par Robert Louis Stevenson et sa femme Fanny Van de Grift-Stevenson publié en avril 1885.

Au printemps 1883, à Hyères, Fanny Osbourne invente chaque jour pour son mari convalescent un conte « à la Schéhérazade », dont la première série était parue sous le titre New Arabian Nights. À l'automne 1884, de retour en Angleterre, à Bornemouth, le couple désargenté poursuit l'écriture de ces contes pour composer un nouveau recueil, More New Arabian Nights, qui paraît en avril 1885.

La première édition française, préfacée par Marcel Schwob, parut en octobre 1894.

## Contenu
Le recueil contient les titres suivants :
- Prologue au « Divan du cigare » (Prologue of the Cigar Divan)

où nous faisons la connaissance de trois jeunes gens, Challoner, Somerset et Desborough, à bout de ressources, décidant de se lancer dans la prochaine aventure qui se présentera...
- L'Aventure de Challoner: le chevalier servant (Challoner's adventure: The Squire of Dames)

où M. Edward Challoner rencontre une élégante jeune femme dans d'étranges circonstances et lui offre son bras...
- Histoire de l'ange exterminateur (Story of the Destroying Angel)

où Mlle Fonblanque raconte à Challoner ses malheurs au sein de la communauté mormonne, sa rencontre avec le docteur Grierson, sa fuite en Europe...
- Le chevalier servant (conclusion) (The Squire of Dames (Concluded))

où Challoner accepte de remettre un paquet à une cousine de Mlle Fonblanque et se retrouve complice d'anarchistes...
- L'aventure de Somerset: la demeure superflue (Somerset's adventure: The Superfluous Mansion)

où M. Paul Somerset, cherchant de tous côtés une heureuse aventure, se fait inviter à souper par une vieille dame...
- Récit de la vieille dame enjouée (Narrative of The Spirited Old Lady)

où Mme Luxmore raconte sa vie, la fuite de sa fille Clara (Luxmore, de Lake ou de Fonblanque ! ), sa rencontre avec le prince Florizel de Bohême (ou colonel Géraldine ! ) qu'elle sauve d'un complot...
- La demeure superflue, suite (The Superfluous Mansion (Continued))

où Somerset accepte de loger dans l'hôtel particulier de Mme Luxmore pendant son absence et s'encombre d'un étrange locataire, le redoutable Zéro...
- Récit de Zéro : la bombe explosive (Zero's Tale of The Explosive Bomb)

où Mr Jones (ou Zéro) raconte à Somerset la tentative avortée de MacGuire de faire sauter la statue de Shakespeare...
- La demeure superflue: suite (The Superfluous Mansion (Continued))

où Somerset, devenu le confident de Zéro, veut le persuader d'abandonner son métier infernal...
- L'aventure de Desborough: le coffre de bois brun (Desborough's adventure: The Brown Box)

où M. Harry Desborough casse sa pipe et fait connaissance de sa nouvelle voisine, une señorita...
- Histoire de la belle Cubaine (Story of The Fair Cuban)

où Teresa Valdevia nous conte ses malheurs d'esclave cubaine, sa fuite, son sauvetage par sir George...
- Le coffre de bois brun: conclusion (The Brown Box (Concluded))

où M. Harry Desborough, convaincu, aide Clara Luxemore (la belle Cubaine !) à transporter un coffre contenant une machine infernale de Zéro...
- La demeure superflue: conclusion (The Superfluous Mansion (Concluded))

où Somerset perd dans des explosions successives et sa demeure et Zéro...
- Épilogue au « Divan du cigare » (Epilogue of the Cigar Divan)

où nous retrouvons tous les personnages...

## Éditions en anglais
- More New Arabian Nights: The Dynamiter, a connu deux éditions originales : l'une, à Londres, chez Longman, Green & Co, en avril 1885 (proposée en deux versions, à 1 shilling et une en couverture tissu) ; et l'autre à New York, chez Henry Holt, en couverture cartonnée dans la série « Leisure Hour Series » (162).

## Traductions en français
- Le Dynamiteur, traduit par (?), Paris, 1894
- Le Dynamiteur, traduction par Patrick Hersant, Stevenson, Œuvres, tome I, Éditions Gallimard, « Bibliothèque de la Pléiade », 2001.